# Hoher Nachtberg
De Hohe Nachtberg is een 1867 meter hoge bergtop in de Ötztaler Alpen in de Oostenrijkse deelstaat Tirol.
De berg is een van de laagste bergtoppen in de Weißkam, een subgroep van de Ötztaler Alpen. De berg ligt ten westen van het dorp Zwieselstein (1470 m.ü.A., gemeente Sölden), daar waar het Venter Tal en het Gurgler Tal samen uitmonden in het Ötztal.,
Op de Hohe Nachtberg bevindt zich een bos- en moerasgebied dat sinds 2005 deel uitmaakt van het Ruhegebiet Ötztaler Bergen en daarmee van het Naturpark Ötztal.